# Subunitat proteica

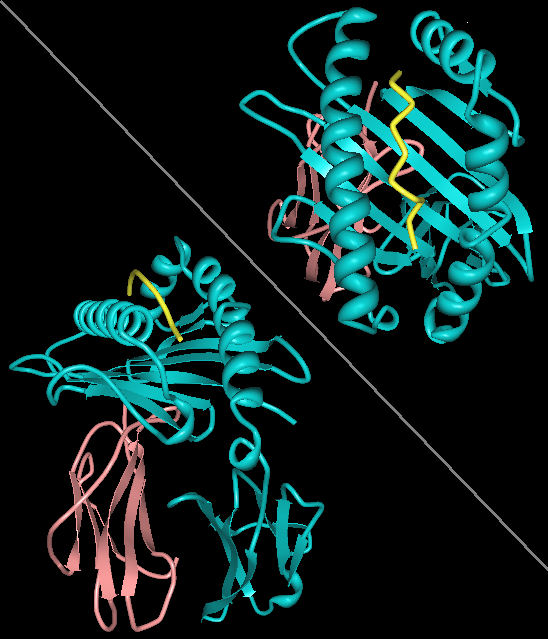
Prestació de HLA-A11 mostrant la α (A*1101 producte del gen) i les subunitatsβ (Beta-2 microglobina)

Una subunitat proteica en biologia estructural, és una simple molècula proteica que es reuneix (o "coreuneix") amb altres molècules proteiques per formar un complex proteic. Algunes proteïnes presents en la natura tenen un nombre de subunitats relativament petit i es coneixen com a oligomèriques, per exemple, l'hemoglobina o l'ADN polimerasa. D'altres poden constar d'un gran nombre de subunitats, i aleshores reben el nom de multimèriques, per exemple, els microtúbul i altres proteïnes del citoesquelet. Les subunitats d'una proteïna multimèrica poden ser idèntiques, homòlogues o totalment diferents i dedicades a tasques dispars. En alguns conjunts de proteïnes, una de les subunitats pot ser denominada com una "subunitat reguladora" i una altra com una "subunitat catalítica." Un enzim compost de dues subunitats reguladores i catalítiques quan està muntat sovint rep el nom d'holoenzim.
Una subunitat es compon d'una cadena polipèptida. Una cadena polipeptídica té una gen que la codifica el que significa que una proteïna ha de tenir un gen per cada subunitat única.
Una subunitat sovint es denomina amb una lletra grega o romana, i els números d'aquest tipus de subunitat d'una proteïna s'indica per un subíndex. Per exemple, l'ATP sintasa té un tipus de subunitat anomenat α. Tres d'aquestes són presents en la molècula d'ATP sintetasa, i es designa per tant alfa;₃. Els grups més grans de subunitats també es poden especificar, com alfa;₃β₃-hexàmer i anell-c.

## Vacunes
Una vacuna de subunitats presenta un antigen al sistema immunitari sense introduir partícules víriques, senceres o d'altra manera. Un mètode de producció implica l'aïllament d'una proteïna específica d'un virus i l'administració d'aquest de per si. Un segon mètode de vacuna de subunitats és la vacuna recombinant. Aquest és el tipus de vacuna comunament usat per l'hepatitis i s'experimenta per tractar de vacunar contra virus com Ebola i HIV.